# Wynyardiidae
Wynyardiidae — родина ссавців з когорти сумчастих (Marsupialia). Родина складається з трьох відносно примітивних родів, усі з місцезнаходжень від пізнього олігоцену до раннього міоцену, які групуються можливо швидше на основі подібностей ніж взаємозвязків. Взаємозвязки в цій родині спірні, але приналежність до вомбатовидих, разом з родинами Thylacoleonidae, Ilariidae, Diprotodontidae майже певна. Wynyardiidae мають збільшені нижні різці і видовжені треті премоляри. 

## Систематика
Родина Wynyardiidae
- Рід †Muramura (Pledge, 1987)
  - Вид †Muramura pinpensis (Pledge, 2003)[2]
  - Вид †Muramura williamsi (Pledge, 1987) (пізній олігоцен)
- Рід †Namilamadeta (Rich & Archer, 1979)
  - Вид †Namilamadeta snideri (Rich & Archer, 1979) (пізній олігоцен)
- Рід †Wynyardia (Spencer, 1901)
  - Вид †Wynyardia bassiana (Spencer, 1901) (ранній міоцен)